# 火绳
火绳是用于早期火绳枪等点燃其火药的引信。
火绳一般取材于麻绳，经硝酸钾（或醋酸铅）等盐溶液浸泡晾干后，能够缓慢燃烧（每小时200毫米或更慢）。曾被用于火绳枪的还有用醋酸纤维素拉成丝，并與浸過蓖麻油的麻繩捻在一起制成的火绳。阿拉伯地区也出现过用石油浸泡麻绳的方法。

## 其他含义
在中国一些地方，旧时也用“火绳”来指晒干的艾蒿搓或编成的草绳，夏天用其点燃产生烟雾来驱蚊。目前已被蚊香等代替。

## 外在链接
- The Slow Match Web Site （页面存档备份，存于）（英文）